# 龙虎塘街道
龙虎塘街道，是中华人民共和国江苏省常州市新北区下辖的一个乡镇级行政单位。

## 行政区划
龙虎塘街道下辖以下地区：
腾龙社区、盘龙社区、玲珑社区、电子园社区和出口加工区社区。